# Валгусов, Семён Степанович
Семён Степанович Валгусов (1825 или 1826 — 13 июня 1890) — томский купец и благотворитель. Потомственный почётный гражданин, коммерции советник.

## Биография
Происходил из купеческой семьи Валгусовых. Его отец Степан Степанович разбогател на торговле и богатых рыбных ловлях под Томском и Нарымом. Также он выдавал ссуды, владел золотыми приисками и брался за строительные подряды.
Семён Степанович Валгусов родился в Томске. В юности он писался купцом третьей, позже второй, а затем и первой, высшей гильдии. Образования не получил никакого, с трудом ставил даже подпись. Продолжил дело своего отца, также купца. Семён Степанович торговал мукой, табаком, изделиями из железа, товарами для приисков. Владел мельницей в селе Зоркальцево, рыболовной конторой, занимался золотопромышленностью. Обороты торговли Валгусова достигали 75 тысяч рублей в год. Жил он в собственном доме, расположенном в Заозёрье.
С. С. Валгусов был членом учётного комитета Томского отделения Государственного банка, членом тюремного комитета. Также заведовал хозяйственными делами Владимирского детского приюта. Сохранились его портреты с наградами.
Скончался в Томске. В некрологе, напечатанном в газете «Сибирский вестник», отмечалась безупречная репутация Валгусова, а также что он не боялся новшеств.

## Семья
Был дважды женат. Первую жену звали Анисья, она родила Валгусову дочь Евгению (1846—1876). Вторая супруга Марья Павловна. Вероятно, этот брак был бездетным. После смерти дочери купец усыновил девочку и мальчика. Последний, Владимир (1868—1895) подвергался аресту за оскорбление действием некоего мещанина и вскоре умер. Из газетной публикации известно, что он пожертвовал 1000 рублей на нужды образования.

## Благотворительность
На деньги Валгусова было в 1887 году построено и затем передано в вечное пользование Обществу попечения о начальном образовании здание Бесплатной библиотеки (архитектор П. П. Наранович). Неоднократно давал и завещал крупные суммы на строительство и реконструкцию церквей и монастырей, так на его деньги была устроена домовая церковь в здании епархиального женского училища на улице Духовской, достраивался Троицкий кафедральный собор, был возведён храм в селе Вороново (Томского округа), церковь в селе Зоркальцево. Отремонтировал церковь в Басандайке и был избран старостой её прихожанами.
Помогал деньгами Владимирскому начальному мужскому училищу, Обществу вспомоществования бедным учащимся Томского Алексеевского реального училища, Обществу попечения о начальном образовании и другим подобным обществам.